# Nuoto ai Giochi della XXV Olimpiade - 200 metri dorso femminili
Hanno partecipato alle batterie di qualificazione 43 atlete: le prime 8 si sono qualificate per la finale A, le successive 8 invece si sono qualificate per la finale B.

## Finale A
31 luglio 1992
| Posizione | Atleta              | Paese         | Tempo      |
| --------- | ------------------- | ------------- | ---------- |
|           | Krisztina Egerszegi | Ungheria      | 2:07.06 RO |
|           | Dagmar Hase         | Germania      | 2:09.46    |
|           | Nicole Stevenson    | Australia     | 2:10.20    |
| 4         | Lea Loveless        | Stati Uniti   | 2:11.54    |
| 5         | Anna Simcic         | Nuova Zelanda | 2:11.99    |
| 6         | Tünde Szabó         | Ungheria      | 2:12.06    |
| 7         | Sylvia Poll         | Costa Rica    | 2:12.97    |
| 8         | Leigh Habler        | Australia     | 2:13.68    |

## Finale B
| Posizione | Atleta              | Paese             | Tempo   |
| --------- | ------------------- | ----------------- | ------- |
| 9         | Marion Zoller       | Germania          | 2:13.77 |
| 10        | Joanne Deakins      | Regno Unito       | 2:13.91 |
| 11        | Junko Torikai       | Giappone          | 2:15.20 |
| 12        | Lin Li              | Cina              | 2:15.38 |
| 13        | Lorenza Vigarani    | Italia            | 2:16.21 |
| 14        | Nina Živanevskaja   | Squadra Unificata | 2:17.61 |
| 15        | Noriko Inada        | Giappone          | 2:17.68 |
| 16        | Nathalie Wunderlich | Svizzera          | 2:19.70 |

## Batterie di qualificazione
- Q = Qualificate per la finale A
- q = qualificate per la finale B

| Posizione | Atleta                | Paese             | Tempo          |
| --------- | --------------------- | ----------------- | -------------- |
| 1         | Kristina Egerszegi    | Ungheria          | 2:07.34 Q (RO) |
| 2         | Lea Loveless          | Stati Uniti       | 2:11.32 Q      |
| 3         | Dagmar Hase           | Germania          | 2:11.52 Q      |
| 4         | Sylvia Poll           | Costa Rica        | 2:11.56 Q      |
| 5         | Nicole Stevenson      | Australia         | 2:12.32 Q      |
| 6         | Anna Simcic           | Nuova Zelanda     | 2:12.99 Q      |
| 7         | Leigh Habler          | Australia         | 2:13.44 Q      |
| 8         | Tünde Szabó           | Ungheria          | 2:13.61 Q      |
| 9         | Janie Wagstaff        | Stati Uniti       | 2:13.91        |
| 10        | Joanne Deakins        | Regno Unito       | 2:14.34 q      |
| 11        | Nina Živanevskaja     | Squadra Unificata | 2:14.34 q      |
| 12        | Marion Zoller         | Germania          | 2:14.53 q      |
| 13        | Lorenza Vigarani      | Italia            | 2:15.49 q      |
| 14        | Noriko Inada          | Giappone          | 2:15.74 q      |
| 15        | Lin Li                | Cina              | 2:15.87 q      |
| 16        | Nathalie Wunderlich   | Svizzera          | 2:16.07 q      |
| 17        | Junko Tonkai          | Giappone          | 2:16.13 q      |
| 18        | Nuria Castello        | Spagna            | 2:16.24        |
| 19        | Gillian Thomson       | Filippine         | 2:16.44        |
| 20        | Francesca Salvalajo   | Italia            | 2:16.89        |
| 21        | Kathy Read            | Regno Unito       | 2:17.15        |
| 22        | Ellen Elzerman        | Paesi Bassi       | 2:17.34        |
| 23        | Nicole Dryden         | Canada            | 2:17.54        |
| 24        | Ana Barros            | Portogallo        | 2:17.59        |
| 25        | Elizabeth Hazel       | Canada            | 2:17.70        |
| 26        | Malgorzala Galwas     | Polonia           | 2:17.73        |
| 27        | Rita Garay            | Porto Rico        | 2:18.10        |
| 28        | Chang Ha Lee          | Corea del Sud     | 2:18.33        |
| 29        | Claudia Stanescu      | Romania           | 2:18.39        |
| 30        | Helena Strakova       | Cecoslovacchia    | 2:18.44        |
| 31        | Lü Bin                | Cina              | 2:18.51        |
| 32        | Jill Brukman          | Sudafrica         | 2:18.56        |
| 33        | Natalia Shibaeva      | Squadra Unificata | 2:20.52        |
| 34        | Cristina Rey          | Spagna            | 2:20.75        |
| 35        | Michelle Smith        | Irlanda           | 2:21.37        |
| 36        | Maria Kotcheva        | Bulgaria          | 2:21.79        |
| 37        | Darja Alauf           | Jugoslavia        | 2:22.07        |
| 38        | Marta Wlodkowska      | Polonia           | 2.22.86        |
| 39        | Storme Moodie         | Zimbabwe          | 2:23.26        |
| 40        | Sarah Murphy          | Zimbabwe          | 2:24.58        |
| 41        | Tanja Godina          | Slovenia          | 2:25.31        |
| 42        | Praphalsai Minpraphal | Thailandia        | 2:26.32        |
| 43        | Ana Fortin            | Honduras          | 2:27.33        |